# 塩見俊雄
塩見 俊雄（しおみ としお、1899年（明治32年）11月18日 - 1988年（昭和63年）2月27日）は、日本の地方政治家。土佐市長。

## 来歴
塩見熊吉の長男として高知県高岡郡戸波村(現・土佐市)に生まれる。農業のかたわら青年団に入り戸波青年団会長、高岡青年団会長（5ケ町村連合）などを歴任。1922年（大正11年）戸波村産業組合の職員に採用され、翌年には専務理事に抜擢される。1926年（大正15年）には高知県産業組合中央高知市会の職員となる。
その後高知県農業会高岡支部経理課長、農業会金融課長（昭和20年）となるが、翼賛壮年団長をしていたため、GHQによる公職追放を受ける。サンフランシスコ講和条約の締結により、日本が主権を回復したことに伴い、1953年（昭和28年）追放解除。翌年第1時合併で誕生した高岡町の初代町長になる。1958年（昭和33年）には第2時合併の土佐市初代市長に当選。市制発展の基礎を築いた。1962年（昭和37年）市長を退任後、土佐信用組合の理事長となり「母の蓄財運動」などを推奨し、組合の経営基盤を固めた。1988年(昭和63年)2月27日死去。

## 受賞
- 地方自治等功労者表彰
- 土佐市名誉市民

などそのほか多数

## 備考
- 信用組合には記念碑が建てられている。